# NGC 643
NGC 643 est un amas ouvert situé en périphérie du Petit Nuage de Magellan dans la constellation de l'Hydre mâle. NGC 643 a été découvert par l'astronome britannique John Herschel en 1835.
L'amas ouvert ESO 29-SC44 ainsi que les galaxies PGC 6117 et PGC 6256 sont situés dans la même région que NGC 643. En raison de cette proximité, on les désigne aussi respectivement comme NGC 643A, NGC 643B et NGC 643C. Cependant, ces trois objets n'apparaissent pas dans le New General Catalogue.